# Ljå
Ljå (česky znamená kosa) je norská black metalová kapela založená v roce 1992 pod názvem Knøfflihei v norském městě Stavanger. Názvem Ljå se honosí od roku 2002. Produkuje hudbu ve stylu raných Marduk, Gorgoroth, Ulver.
V roce 2002 vyšlo první demo Vedderbaug (ještě pod názvem Knøfflihei) a v roce 2006 první studiové album s názvem Til avsky for livet.

## Logo
Logo kapely je vyvedeno v gotickém písmu, charakteristickém pro black metalové kapely.

## Diskografie

### Demo nahrávky
- Vedderbaug (2002) – pod názvem Knøfflihei
- Rehearsal Demo (2002)

### Studiová alba
- Til avsky for livet (2006)

### EP
- Klar til strid (2012)

### Kompilace
- Vedderbaug (2008)